# Поречье (Луганская область)
Поречье (укр. Поріччя) — посёлок в Краснодонском районе Луганской области Украины. Находится под контролем самопровозглашённой Луганской Народной Республики. Входит в Пореченский сельский совет.

## Географическое положение
Посёлок расположен на реке под названием Деревечка, в её нижнем течении, недалеко от места её впадения в Большую Каменку (в черте города Краснодона). Ближайшие населённые пункты: город Краснодон (примыкает), посёлки Западный и Урало-Кавказ на севере, Изварино на северо-востоке, сёла Власовка, Верхнегарасимовка и Никишовка на востоке, Королёвка и Черемшино на юго-востоке; сёла Нижнедеревечка на юге и Верхнедеревечка на юго-западе (оба выше по течению Деревечки); Верхнешевыревка и посёлок Орджоникидзе на западе.

## История
В мае 1995 года Кабинет министров Украины утвердил решение о приватизации находившейся здесь птицефабрики.
По переписи 2001 года население составляло 1306 человек.
С весны 2014 года — под контролем Луганской Народной Республики.

## Общие сведения
Почтовый индекс — 94408. Телефонный код — 6435. Занимает площадь 7,446 км².

## Местный совет
94406, Луганская обл., Краснодонский р-н, пос. Поречье, ул. Терешковой, д. 37